# Anita Heikkilä
Anita Irene Heikkilä Einarsson, född 22 juli 1954, är en svensk skådespelare.

## Filmografi
- 1987 – Mälarpirater
- 1989 – Jag är här
- 1989 – Den första kyssen
- 1992 – Det rutiga tyget
- 1992 – Kvällspressen (TV-serie)
- 1993 – Dödsfällan
- 1993 – Snoken (TV-serie)
- 1994 – Man kan alltid fiska
- 1994 – Den vite riddaren (TV-serie)
- 1995 – Tre Kronor (TV-serie)
- 1995 – Vita lögner
- 1997 – Akvarium
- 1998 – Rederiet (TV-serie)
- 2000 – Moa & Malte
- 2002 – Grabben i graven bredvid
- 2002 – Skilda världar (TV-serie)
- 2002 – Smådeckarna
- 2005 – Kocken

## Teater

### Roller
| År   | Roll       | Produktion                           | Regi           | Teater                 |
| ---- | ---------- | ------------------------------------ | -------------- | ---------------------- |
| 1986 |            | Ballad om en skärbräda Staffan Göthe | Åsa Melldahl   | Riksteatern            |
| 1995 | Lady Croom | Arkadien (Arcadia) Tom Stoppard      | Frej Lindqvist | Stockholms stadsteater |